# Сорвиголова (сезон 3)
Третий сезон американского телевизионного веб-сериала «Сорвиголова», который основан на одноимённом персонаже комиксов Marvel. В сезоне, когда Уилсон Фиск выходит на свободу, Мэтт Мёрдок / Сорвиголова, слепой адвокат, который по ночам борется с преступностью, должен сделать выбор — прятаться от мира или принять жизнь героя-мстителя. Сериал входит в Кинематографическую вселенную Марвел (КВМ). Сезон производится компанией Marvel Television совместно с АВС Studios. Эрик Олесон является шоураннером сезона, а создатель сериала Дрю Годдард — консультантом.
Чарли Кокс играет роль Мёрдока, а Винсент Д’Онофрио — Фиска. Также в главных ролях из предыдущих сезонов возвращаются Дебора Энн Уолл, Элден Хенсон и Стивен Райдер; к основному актёрскому составу также присоединяются Джоанн Уолли, Джей Али и Уилсон Бетел. Айелет Зорер из первого сезона возвращается в качестве приглашённой актрисы. Сезон был заказан в июле 2016 года, а в октябре 2017 года стало известно, что Олесон заменит Петри и Рамиреса на посту шоураннера. Съёмки сезона, частично основанного на комиксе «Рождённый заново», начались через месяц и продлились до июня 2018 года.
Релиз сезона состоялся 19 октября 2018 года. Netflix закрыл сериал 29 ноября 2018 года.

## Эпизоды
| № общий | № в сезоне | Название                                          | Режиссёр            | Автор сценария          | Дата премьеры   |
| --- | ---------- | ------------------------------------------------- | ------------------- | ----------------------- | --------------- |
| 27 | 1          | «Воскрешение» «Resurrection»                      | Марк Джобст         | Эрик Олесон             | 19 октября 2018 |
| После разрушения Midland Circle, Мэтта Мёрдока относит течением в доки, где его спасает водитель такси и отвозит к отцу Лэнтому и сестре Мэгги Грейс. Мэтт обнаруживает, что он оглох на правое ухо, а его обострённые чувства отказывают. Под присмотром Лэнтома и Мэгги, Мэтт медленно начинает восстанавливаться и пытается вновь начать тренироваться. Он делает новый чёрный костюм из обрезков ткани и выходит на улицу, чтобы спасти невинных людей. Несмотря на успех, бандиты его сильно избивают, и он усиливает тренировки, чтобы вернуться в форму. Карен Пейдж продолжает платить арендную плату за квартиру Мэтта в надежде, что он вернётся. Хотя Фогги сомневается, что Мэтт жив, он помогает ей. Агент ФБР Рэй Надим, хочет получить повышение, но начальство отказывает ему из-за долгов за лечение рака невестки. Уилсон Фиск обнаруживает, что его любовница Ванесса Марианна считается его сообщником и будет арестована, если вернётся в США. Надим посещает Фиска, который хочет сделать признание в обмен на гарантию безопасности Ванессы.                                                           |            |                                                   |                     |                         |                 |
| 28 | 2          | «Пожалуйста» «Please»                             | Лукас Эттлин        | Джим Данн               | 19 октября 2018 |
| Мэтт продолжает оттачивать свои навыки, а Мэгги и Лэнтом пытаются убедить его, что у Бога есть для него план. Специфический запах грузовика прачечной приводит его к албанцам, которые днём ранее напали на мирных жителей. Он побеждает их и делает анонимный звонок полиции. Эллисон просит Карен написать статью о спасённых накануне ночью людях и понимает, что она всё ещё одержима произошедшим в Мидленд-Сёркл. Фогги навещает свою семью, которая, хоть и гордится его достижениями, хочет, чтобы он помогал в их закусочной. Тем не менее его брат Тео настаивает на том, чтобы он продолжал адвокатскую практику. Карен рассказывает Фогги о возможности того, что Мэтт выжил, но Фогги отвергает это, чем сильно её злит. Надиму предоставляется полный контроль над делом Фиска; он узнаёт, что на него напали в тюрьме и решает перевести его под домашний арест. Во время транспортировки они подвергаются нападению со стороны албанцев, но агент Бенджамин Поиндекстер единолично устраняет угрозу. Фиск «освобождается» из-под стражи, а к Мэтту возвращается слух как раз вовремя, чтобы об этом услышать. |            |                                                   |                     |                         |                 |
| 29 | 3          | «Никаких добрых дел» «No Good Deed»               | Дженнифер Гетзингер | Сонай Хоффман           | 19 октября 2018 |
| ФБР перемещает Фиска из тюрьмы в пентхаус отеля, в котором преступник чувствует себя совсем неплохо. Общественность возмущена, Карен находит нового владельца отеля, а Фогги ищет помощи у Блейка Тауэра, у которого есть причины не помогать ему. Мэтт узнает все подробности дела от Ванессы. Декс рассказывает, как его поддерживает его девушка Джули, но ему еще предстоит узнать о ней кое-что. |            |                                                   |                     |                         |                 |
| 30 | 4          | «Ослепший» «Blindsided»                           | Алекс Гарсиа Лопес  | Лева Нессердин          | 19 октября 2018 |
| Ведется расследование убийства двух албанцев. Фиск знает правду и благодарит Декса за его помощь. Девушка Фогги уговаривает его баллотироваться на должность окружного прокурора, чтобы прижать Фиска, и полиция поддерживает его. Карен находит еще одну личность, замешанную в покупке отеля. Мэтт посещает тюрьму и узнает настоящую историю перемещения Фиска в отель |            |                                                   |                     |                         |                 |
| 31 | 5          | «Идеальная игра» «The Perfect Game»               | Джулиан Холмс       | Тоня Конг               | 19 октября 2018 |
| Фиск пытается выдать Мэтта за своего подчиненного в глазах ФБР. В это время Карен угрожает реальный наемник Фиска. Надим допрашивает Фогги и Карен о Мэтте. Фиск изучает досье Декса и находит способ использовать его для собственной выгоды. Карен делает неожиданное признание. |            |                                                   |                     |                         |                 |
| 32 | 6          | «Дьявол, которого ты знаешь» «The Devil You Know» | Стивен Суржик       | Дилан Галлагер          | 19 октября 2018 |
| Мэтт приходит к Карен за помощью. Они находят Джаспера Эванса, того, кто пырнул Фиска в тюрьме. Карен вместе с Митчелом Эллисоном допрашивают его. Мёрдок соглашается сдаться ФБР. На здание «Дэйли Бюллетин» нападает Декс в костюме Сорвиголовы. Он вырубает Мэтта и Фогги, после чего убивает Эванса. |            |                                                   |                     |                         |                 |
| 33 | 7          | «Последствия» «Aftermath»                         | Тоа Фрейзер         | Сара Штрейхер           | 19 октября 2018 |
| Сорвиголову атакуют в прессе, и Карен из-за этого грозит увольнение. Фогги кажется, что он начал понимать план Фиска. Мэтт узнает, как костюм Сорвиголовы мог попасть к постороннему, и едва успевает скрыться от ФБР. Надим начинает догадываться, что Фиск водит их вокруг пальца. |            |                                                   |                     |                         |                 |
| 34 | 8          | «Наверху/Внизу» «Upstairs/Downstairs»             | Алекс Закржевски    | Дара Резник             | 19 октября 2018 |
| Одержимый явлением Декса в костюме Сорвиголовы на резне в «Дэйли Бюллетин», Мэтт начинает расследование, чтобы узнать, кто прячется за маской. Он убеждает агента Надима присоединиться к нему, не задумываясь о юридических последствиях такого сотрудничества. В это время Карен и Фогги придумывают свой план по свержению Фиска с пьедестала. |            |                                                   |                     |                         |                 |
| 35 | 9          | «Откровения» «Revelations»                        | Дженнифер Линч      | Эрик Олесон и Сэм Эрнст | 19 октября 2018 |
| Мэтт, опороченный людьми, которым он доверял с самого рождения, пытается справиться с новым положением дел. Надим, попавший в сети Фиска и подверженный шантажу, разочаровывается в коллегах. Фиск набирает мощь и силу. Декс в образе Сорвиголовы готов убивать по его приказу. |            |                                                   |                     |                         |                 |
| 36 | 10         | «Карен» «Karen»                                   | Алекс Гарсиа Лопес  | Тамара Бехер-Уилкинсон  | 19 октября 2018 |
| Карен прячется в церкви и вспоминает свое прошлое. После смерти матери ей пришлось бросить колледж, и череда несчастных событий привели к смерти другого члена ее семьи. Теперь ее собственной жизни угрожает Декс в костюме Сорвиголовы, но Мэтт вовремя приходит на помощь. |            |                                                   |                     |                         |                 |
| 37 | 11         | «Воссоединение» «Reunion»                         | Джет Уилкинсон      | Джим Данн и Дара Резник | 19 октября 2018 |
| Декс оставляет Надима на месте преступления в церкви, а ФБР ищут Мэтта и Карен. Фиск в конце концов получает возможность публично заявить о своем главном враге. Открываются новые стороны его личности. Фогги, Мэтт и Карен планируют новую операцию против Фиска, и им понадобиться помощь. |            |                                                   |                     |                         |                 |
| 38 | 12         | «Последний шанс» «One Last Shot»                  | Фил Абрахам         | Сэм Эрнст               | 19 октября 2018 |
| Фиск воссоединяется с возлюбленной, а его новый друг преподносит ей неожиданный подарок. Мэтт и Фогги приступают к осуществлению своего нового плана. Безопасность Надима и его семьи под угрозой. Фиску приходится действовать осторожнее. |            |                                                   |                     |                         |                 |
| 39 | 13         | «Новая салфетка» «A New Napkin»                   | Сэм Миллер          | Эрик Олесон             | 19 октября 2018 |
| После провала плана, Мэтту все равно удается узнать правду о делах Фиска и Ванессы. Карен публикует предсмертное сообщение Надима. Свадебную церемонию прерывают неприятная новость и незваный гость. |            |                                                   |                     |                         |                 |

## В ролях
| - Чарли Кокс — Мэтт Мёрдок / Сорвиголова - Дебора Энн Уолл — Карен Пейдж - Элден Хенсон — Франклин «Фогги» Нельсон - Джоанн Уолли — сестра Мэгги Грейс - Джей Али — Рауль «Рэй» Надим - Уилсон Бетел — Бенджамин «Декс» Поиндекстер - Стивен Райдер — Блейк Тауэр - Винсент Д’Онофрио — Уилсон Фиск / Кингпин | - Питер Макробби — Пол Лэнтом - Дэнни Джонсон — Бенджамин Донован - Стив Роу — Николас Ли - Кейт Юдолл — Тэмми Хэттли - Сунита Дешпанде — Сима Надим - Ноа Хак — Сами Надим - Джеффри Кантор — Митчелл Эллисон - Питер Хэлпин — Тео Нельсон - Эми Рутберг — Марси Шталь - Холли Синнамон — Джули Барнс - Ройс Джонсон — Бретт Махони - Джо Джонс — Феликс Мэннинг - Келли Макэндрюс — миссис Шелби | - Мэтт Джеральд — Мелвин Поттер - Джон Патрик Хейден — Джек Мёрдок - Аннабелла Шиорра — Розали Карбон - Роб Саймонс — Стрибер - Айелет Зорер — Ванесса Марианна-Фиск |

## Производство

### Разработка
На San Diego Comic-Con International в 2016 году Marvel и Netflix объявили о продлении на третий сезон, с расчётом на то, что Даг Петри и Марко Рамирес вернутся в качестве шоураннеров третьего сезона. В октябре 2017 года стало известно, что Эрик Олесон заменит Петри и Рамиреса на посту шоураннера. На конец июля 2018 года сезон так и не получил дату релиза, и телевизионные критики задавались вопросом, виновато ли в этом качество сезона. Вице-президент Netflix Синди Холланд ответила, что причиной задержки является не качество нового сезона, а трудности планирования выхода различных сериалов Marvel от Netflix, особенно кроссоверного мини-сериала «Защитники»; Холланд назвала сезон «фантастическим» и описала его как «настоящее возвращение в форму» для сериала.

### Сценарий
В конце мини-сериала «Защитники» показано как Мэтт Мёрдок просыпается в монастыре в окружении монахинь после того, как его сочли мёртвым. Это дало основание предположить, что элементы сюжетной линии комикса «Рождённый заново» будут присутствовать в третьем сезоне «Сорвиголовы». Чарли Кокс был в восторге от возможности адаптировать сюжет «Рождённого заново», назвав его «удивительной историей», и сказав, что влияние этой истории на сезон «будет очень интересным». Однако он предупредил, что это не будет дословная адаптация истории, «потому что если вы сделаете [это], тогда вы не сможете избежать предрешённого финала. Там могут быть элементы „Рождённого заново“, но я уверен, что там будут незнакомые и удивительные сюжетные повороты, которые сделают шоу привлекательным для фанатов сериала, которые также очень хорошо знают комиксы». Олесон придумал для сезона оригинальную историю, взяв «кусочки некоторых своих любимых комиксов и рассказал более масштабную историю». Когда он представил свои идеи Marvel, Олесон ожидал от них «бо́льших возражений», но сказал: «Marvel было невероятно взволнованы сюжетной линией» и дали ему «полную свободу». Исполнительный продюсер Джеф Лоуб заметил, что, несмотря на эту очевидную свободу, Олесону по-прежнему требовалось иметь дело с гибелью Мёрдока в «Защитниках», которая была частью «довольно хорошей идеей о том, с чем [Marvel] хотел разобраться», прежде чем Олесон представил свои идеи. При написании сценария Олесон вдохновлялся комиксами «Рождённый заново» и «Дьявол-Хранитель».
Говоря о начале сезона Олесон отметил, что Мёрдок «сломлен физически, сломлен эмоционально и сломлен духовно», потому что обострённые чувства подводят его. Олесон добавил: «Он злится на Бога, он злится на то, что рисковал своей жизнью, чтобы выполнить Божью работу, и сомневается, не был ли он дураком». Это приводит к тому, что Мёрдок надевает свой оригинальный чёрный костюм, который похож на тот, который он носил в первом сезоне, так как он «отправляется почти что в самое тёмное место, какое только возможно». Олесон отмечает, что в какой-то момент он «понимает, что если он больше неспособен быть Сорвиголовой, [то] предпочёл бы просто закончить жизнь, чем жить без способностей». Что касается возвращения Уилсона Фиск / Кингпина, Олесон назвал его «более умным, более расчетным и более манипулятивным», и заметил, что его возвращение позволило «рассказать историю, которая соотносится с окружающим нас миром». Я посмотрел на шоу как на способ изучить то, как тираны манипулируют, чтобы продвигаться во власти и вызывать страх и недоверие". Лоуб отметил, что сезон «вернулся в мир криминала».
Сезон углубляется в прошлую жизнь Карен Пейдж; необходимость этого Уолл объяснила тем, что «убить кого-то [Джеймса Уэсли] и скрыть это для неё не ново». Также в сезоне появляется семья Фогги Нельсона, которая раскрывает его предысторию.

### Кастинг
Кокс, Уолл, Хенсон, и Д’Онофрио все вернулись в третьем сезоне, вновь исполняя роли Мэтта Мёрдока / Сорвиголовы, Карен Пейдж, Фогги Нельсона и Уилсона Фиска соответственно. В ноябре 2017 года Уилсон Бетел присоединился к основному составу, получив роль Бенджамина Поиндекстера, а в январе 2018 года стало известно, что Джоанн Уолли утверждена на роль сестры Мэгги, для которой очень важна безопасность Мёрдока и которая была упомянута в конце «Защитников». По информации на март 2018 года Джей Али получил роль агента ФБР Рауля «Рэя» Надима.
Незадолго до релиза сезона стало известно, что Лесли Энн Уоррен исполнит роль миссис Фалб, а Питер Хэлпин — роль Тео Нельсона, младшего брата Фогги. Эми Рутберг вернулась к роли Марси Шталь, также как и Ройс Джонсон к роли Бретта Махони. Аннабелла Шиорра повторила свою роль Розали Карбон из сериала «Люк Кейдж».

### Дизайн
Художник по костюмам Лиз Вастола отметила, что чёрный костюм Сорвиголовы был «специально разорван, чтобы подчеркнуть душевное состояние Мэтта» в течение всего сезона. Вастола описала гардероб Пейдж как «чертовски жёстокий», поскольку Пейдж в большей мере становится журналистом-расследователем. Одежда Фогги Нельсона это «разворот на 180 градусов» относительно того, что он носил в первом сезоне —теперь персонаж носит костюмы от Мартина Гринфилда.

### Съёмки
Съёмки сезона начались 13 ноября 2017 года в Нью-Йорке. Неделя съёмок в марте 2018 года проходила в городе Уиндхэм в штате Нью-Йорк — город изображал Фаган Корнерс в штате Вермонт, где выросла Карен Пейдж в комиксах. Из бюджета сериала был оплачен ремонт местного магазина для съёмок сцен в закусочной, чтобы изобразить закусочную для серии, а также была использована аварийная вертолётная площадка города. Дополнительные места съёмок в течение этой недели включали близлежащие лыжные зоны и загородный клуб. Экстерьер отеля Lotte New York Palace послужил изображал здание пентхауса Фиска, в котором он находился под надзором ФБР. Съёмки сезона были завершены к середине июня 2018 года.

## Релиз
Третий сезон «Сорвиголовы» стал доступен по всему миру на стриминг-сервисе Netflix 19 октября 2018 года в качестве Ultra HD 4K. Изначально релиз был запланирован на 2017 год, однако в июле 2016 года главный операционный директор Netflix Тед Сарандос сообщил, что сезон не выйдет как минимум до 2018 года, после релиза «Защитников» 18 августа 2017 года. Кокс надеялся на выход сезона в 2018 году, а в октябре 2017 года Marvel подтвердил выход в 2018 году. В середине сентября 2018 года была объявлена дата премьеры сезона — 19 октября того же года.

### Маркетинг
В июле 2018 года шли переговоры о панели «Сорвиголовы» на San Diego Comic-Con International того же года. Тизер-трейлер сезона был включён в финальные титры второго сезона «Железного кулака». Первый трейлер был выпущен 4 октября 2018 года, в котором было подтверждено, что персонаж Бетела — Бенджамин Поиндекстер. Кокс, Хенсон, Уолл, Д’Онофрио, Уолли, Бетел и Али посетили New York Comic Con 6 октября 2018 года.

## Реакция
На сайте-агрегаторе Rotten Tomatoes сезон держит 92 % «свежести» на основе 34 отзывов со средним рейтингом 7,62/10. Критический консенсус сайта гласит: «Человек без страха возвращается в отличную форму с третьим сезоном, который хоть и начинается утомительно неторопливо, вскоре начинает демонстрировать напряжённые моменты из комиксов, чему в огромной степени способствует долгожданное возвращение Винсента Д’Онофрио в роли устрашающего Кингпина». На Metacritic сезон получил 71 балл из ста на основе 6-ти отзывов критиков.